# Lucius Furius Medullinus (Konsul 474 v. Chr.)
Lucius Furius Medullinus war gemäß der legendären Überlieferung römischer Konsul im Jahre 474 v. Chr. zusammen mit Aulus Manlius Vulso.
Er wird in der Überlieferung von Titus Livius, Dionysios von Halikarnassos und Diodor erwähnt.
Beide Konsuln sollen sich während ihrer Amtszeit der Durchführung des Ackergesetzes von Spurius Cassius widersetzt haben, obwohl dies von den Volkstribunen gefordert worden war. Nach Ablauf ihrer Amtszeit seien sie deswegen von dem Volkstribunen Gnaeus Genucius angeklagt worden, jedoch habe kein Prozess stattgefunden, weil der Ankläger vor Prozessbeginn ermordet worden sei.